# 18ª Avenida (línea West End)
La 18ª Avenida es una estación en la línea West End del Metro de Nueva York de la división A del Interborough Rapid Transit Company. La estación se encuentra localizada en Bensonhurst en Brooklyn entre la 18.ª Avenida y la Avenida New Utrecht. La estación es servida en varios horarios por los trenes del Servicio  y .

## Enlaces externos

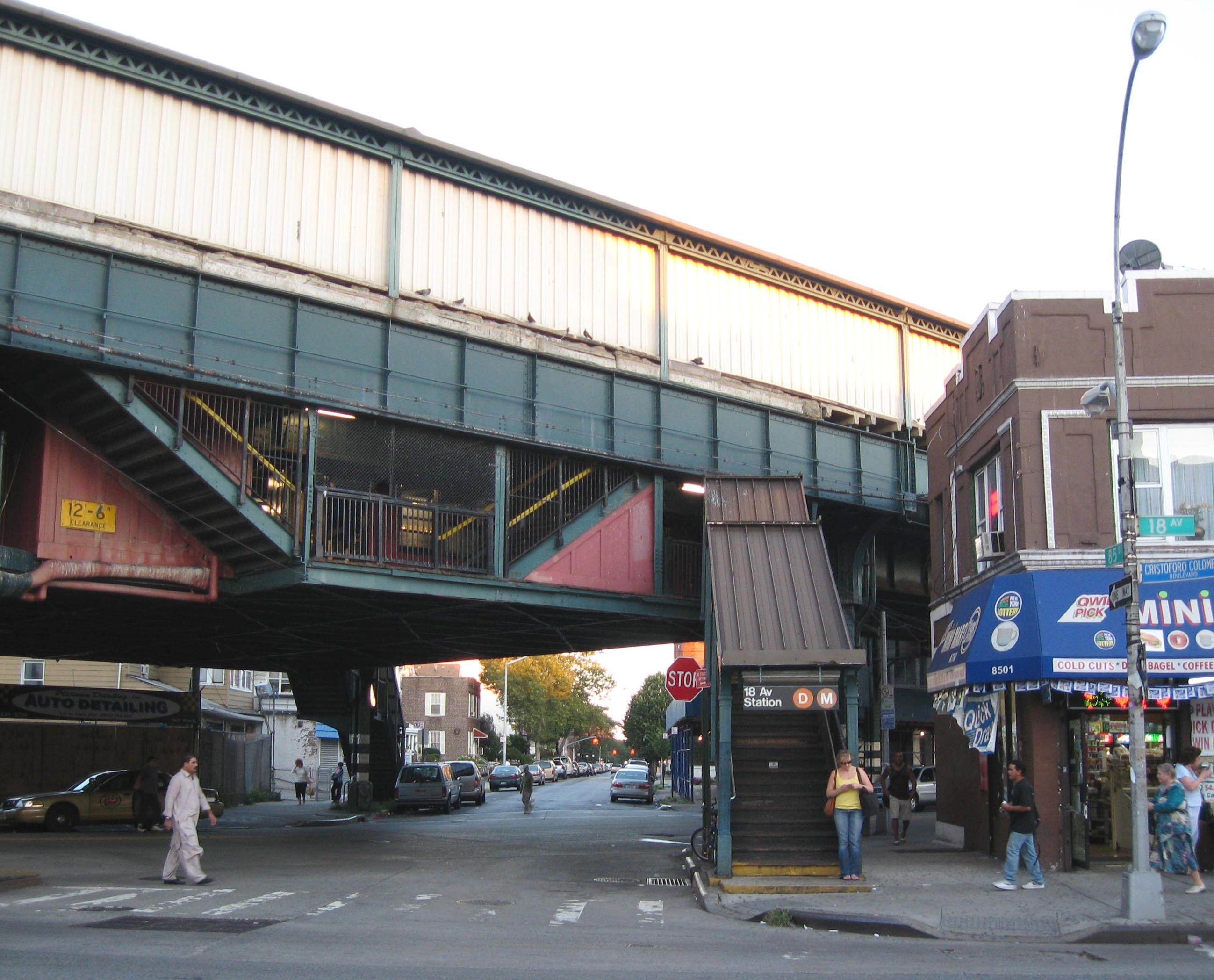
Escaleras